# Gary Hunt
Gary Hunt (Londres, 11 de junio de 1984) es un deportista británico-francés que compite en saltos de gran altura.
Ganó cinco medallas en el Campeonato Mundial de Natación entre los años 2013 y 2024, en la prueba de 27 m. Consiguió seis podios en la Copa del Mundo, cuatro de primer lugar, uno de segundo y uno de tercero.
Por otra parte, en las Series Mundiales de Saltos organizadas por la firma Red Bull obtuvo diez títulos, entre los años 2010 y 2022.

## Palmarés internacional
| Representando al Reino Unido |                         |                   |        |
| Campeonato Mundial           |                         |                   |        |
| Año                          | Lugar                   | Medalla           | Prueba |
| 2013                         | Barcelona (España)      | Medalla de plata  | 27 m   |
| 2015                         | Kazán (Rusia)           | Medalla de oro    | 27 m   |
| 2019                         | Gwangju (Corea del Sur) | Medalla de oro    | 27 m   |
| Representando a Francia      |                         |                   |        |
| Campeonato Mundial           |                         |                   |        |
| Año                          | Lugar                   | Medalla           | Prueba |
| 2023                         | Fukuoka (Japón)         | Medalla de bronce | 27 m   |
| 2024                         | Doha (Catar)            | Medalla de plata  | 27 m   |